# Anmary
Anmary (eigentlich: Linda Amantova; * 3. März 1980 in Gulbene, Lettische SSR) ist eine lettische Sängerin. Sie vertrat Lettland mit dem Lied „Beautiful Song“ beim Eurovision Song Contest 2012 in Baku.

## Leben und Wirken
Nach einem Studium an der lettischen Musikakademie in Riga war sie als Gesangslehrerin aktiv. 2003 nahm sie an der lettischen Castingshow Talantu Fabrika teil und erreichte den zweiten Platz.
Am 18. Februar 2012 setzte sie sich beim nationalen lettischen Vorentscheid, Eirodziesma 2012, durch und vertrat damit Lettland, als Nachfolger des Duos Musiqq, beim ersten Halbfinale des Eurovision Song Contest 2012. Sie konnte sich allerdings nicht für das Finale qualifizieren. Der Text ihres englischsprachigen Liedes „Beautiful Song“ stammt von Rolands Ūdris, die Musik von Ivars Makstnieks. Beautiful Song erreichte auch nach dem Finale des Song Contests keine Chartplatzierung.